# Limnophora helenae
Limnophora helenae este o specie de muște din genul Limnophora, familia Muscidae, descrisă de Adrian C. Pont în anul 1977. Conform Catalogue of Life specia Limnophora helenae nu are subspecii cunoscute.